# Tiger stripe

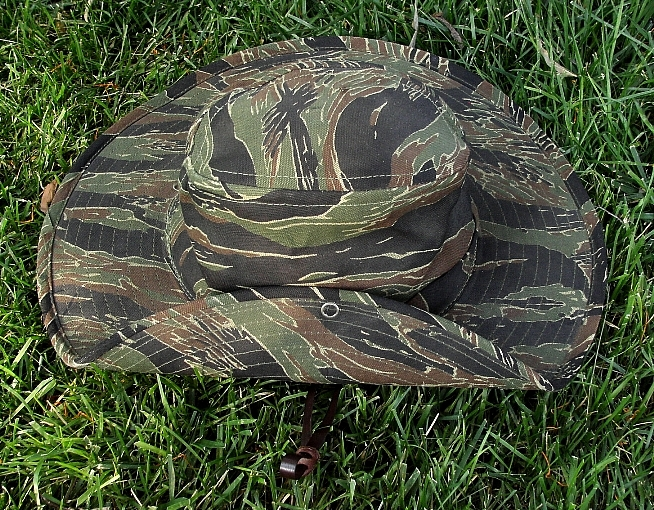
Шляпа с камуфляжной окраской типа Tiger stripe

Tiger stripe — название группы камуфляжных моделей, разработанных для использования в густых джунглях во время войны в джунглях в южновьетнамских Вооруженных силах и принятых американским спецназом во время войны во Вьетнаме. Во время и после войны во Вьетнаме образец был принят рядом других азиатских стран. Он получил свое название от своего сходства с тигриными полосами и назывался «тигры». Он имеет узкие полосы, которые выглядят как мазки из зелёного и коричневого, и более широкими мазками чёрного цвета, напечатанными на светлом фоне оливкового или цвета хаки. Мазки не перекрывают друг друга, как во французском шаблоне Lizard (TAP47), от которого, по-видимому, и произошел Tiger stripe. Существует множество вариаций; Р. Д. Джонсон насчитал не менее 19 различных версий при разработке первых проектов Тигриные узоры.

## История
До сих пор не известно, кто разработал первый образец Tiger stripe, состоящий из шестидесяти четырёх полос. Французы использовали подобный рисунок в войне во Вьетнаме, в то же время британцы использовали аналогичный узор в Бирме (возможно, как SAS Smock/Denison Smock).
После того, как французы покинули Вьетнам, Корпус морской пехоты Республики Вьетнам продолжал использовать этот шаблон, который был позже принят Вьетнамскими рейнджерами и войсками специального назначения Вьетнама.
Когда Соединенные Штаты начали посылать советников в Южный Вьетнам, им разрешалось носить военную форму Армии Республики Вьетнам (ARVN) с американской символикой. Вскоре, многие американские силы специальных операций на Вьетнамском ТВД носили камуфляж Tiger stripe. Он стал визитной карточкой Зеленых беретов, LRRP, SEAL и других элитных подразделений.
Tiger stripe никогда не был официальным продуктом США. Персонал, которому разрешалось носить этот камуфляж, шил его на заказ у местных портных, так как обмундирование ARVN было слишком мало для большинства американцев. По этой причине, было много вариаций базовой модели tiger stripe. В 1969 году 5-я Группа специальных сил заключает контракт с вьетнамскими производителями на пошив камуфляжной униформы и панам типа boonie hat с использованием ткани ARVN. На последних этапах Вьетнамской войны, Tiger stripe постепенно заменяется новым шаблоном ERDL, предшественником woodland pattern.
Кроме ARVN и американских вооруженных сил, камуфляжную форму tiger stripe использовали австралийские и новозеландские военнослужащие, выполняющие функции советников в Армии Республики Вьетнам. Кадры из Специальной воздушной службы Австралии и Новой Зеландии также носили камуфляжную форму (tiger stripe и ERDL) на Вьетнамском ТВД, в то время, как регулярные части Австралии и Новой Зеландии носили табельную оливковую форму.

## Пользователи
Ниже представлены страны, военные и полицейские подразделения, которые в разное время также использовали камуфляж Tiger Stripe.
- Афганистан — Афганская национальная армия, Афганская национальная полиция
- Аргентина — Специальная оперативная группа (Special Operations Group) (Reddish Sparse pattern)
- Австралия — полк Australian Special Air Service (Vietnam War)
- КНР — Chinese People’s Armed Police Force
- Доминиканская Республика — Доминиканские ВВС, полицейские подразделения, Специальная служба
- Эквадор — используют «огненную» расцветку
- Франция — French foreign legion в French Guiana
- Ливан
- Малайзия — Малайский Tigerstripe Woodland
- Новая Зеландия — New Zealand Special Air Service (Vietnam War)
- Никарагуа — National Guard (Nicaragua) EEBI «commando» troops in 1968—1979
- Парагвай
- Перу
- Филиппины — Военно-морская специальная группа
- Россия — ОМОН, Спецназ и ВДВ
- Сингапур — Desert Tigerstripe pattern
- Республика Корея
- Южный Вьетнам — ARVN Rangers and Marines
- Вьетнам — пограничная война с Китаем в 1979 году
- Китайская Республика — Republic of China Marine Corps
- Таиланд — Naresuan 261
- США — United States Air Force, SEAL Team Six/DEVGRU circa 2008-11, Special Forces (Green Berets), CIA Operatives
- Югославия - производилась местная копия камуфляжа, используемая в Югославии и постюгославских странах

## Текущее использование
«Тамильские тигры» используют камуфляж полосатой раскраски в своей форме, но он графически очень сильно отличается от семейства моделей, известных как Tiger stripe периода войны во Вьетнаме.
Армия Малайзии использует камуфляж, который называется Tigerstripe Woodland и состоит из трехцветного фона: бежевый, коричневый и зелёный, с черными горизонтальными тигровыми полосами на нём.
Бойцы филиппинского подразделения Naval Special Warfare Group (SWAG) используют камуфляж tiger stripe близкий к классической схеме расцветки.
Компания «Tiger Stripe Products» сейчас производит камуфляж Tigerstripes, как для использования в военных целях, так и для гражданского рынка. При участии «Tiger Stripe Products» ВВС США разработали цифровой рисунок tigerstripe с использованием различных оттенков серого и синего цветов, для изготовления Airman Battle Uniform.
«Tiger Stripe Products» также создала на основе рисунка tigerstripe для ABU новый камуфляж — «All Terrain Tiger», который в настоящее время тестируется силами специальных операций и состоит из аналогичных базовой модели узоров сболее эффективной цветовой палитрой, похожей на мультикам.
Цифровой шаблон MARPAT, используемый Корпусом морской пехоты США, был также разработан под влиянием tiger stripe. Не избежал этого влияния и коммерческий камуфляж A-TACS.
Подразделения Сил специальных операций ВС США, такие, как SEAL и Зеленые береты, до сих пор используют камуфляж tiger stripe в операциях в Афганистане, и он показал себя очень эффективным для данного типа среды.
В 2008 году персонал австралийской армии, работающий в OPFOR (подразделения «условного противника» на военных учениях), использовал коммерческую униформу Tiger Stripe.
Данный камуфляж производится в промышленных масштабах различными компаниями и в РФ. Но, это, скорее, «адаптация» существующего зарубежного камуфляжа (изначально — малайзийского коммерческого Tiger Stripe) к российским условиям. Называемый у нас «камыш» или «витязь» — это вариации «тигрового» камуфляжа, в названии которого явственна отсылка к «Витязю в тигровой шкуре». Имеются различные варианты расцветки для использования как в городских, так и в полевых условиях.
Очень любят камуфляж tiger stripe силовые структуры Российской Федерации. ОМОН и спецназ МВД, а теперь — и Нацгвардия, широко используя его по сей день.
Использовали этот камуфляжный узор до 2014 года и спецподразделения МВД Украины. В частности, «Беркут».